# Louis Grenier (patinage de vitesse)
Pour les articles homonymes, voir Louis Grenier et Grenier (homonymie).
Louis Grenier, né en juillet 1960, est un patineur de vitesse sur piste courte canadien.

## Biographie
Il participe aux Patinage de vitesse sur piste courte aux Jeux olympiques de 1988 et y remporte une médaille d'argent au 1 500 mètres ainsi que le bronze au relais aux côtés de Mark Lackie, Mario Vincent et Michel Daignault. Le short-track étant alors un sport de démonstration, les médailles n'ont pas de valeur olympique.